# 50 Virginis
50 Virginis är en misstänkt variabel i Jungfruns stjärnbild.
Stjärnan har visuell magnitud +5,93 och varierar utan någon fastställd amplitud eller periodicitet.